# インヴァーゴードン反乱
インヴァーゴードン反乱（英: Invergordon Mutiny）は1931年9月に発生した大英帝国大西洋艦隊の水兵ストライキである。

## 概要
この「反乱」と呼ばれている「ストライキ」の原因となったのは、政府による支出削減のための新計画である。
削減対象には海軍も含まれていたが、上級兵士や士官、および1925年以降に入隊した下級兵士の削減率が10パーセントだったのに対し、1924年までに入隊した下級兵士が1925年以降に入隊した兵士と同じ給与に引き下げられるため、実質的には25パーセントの削減となっていた。これは、最低限の給与しか支払われていなかった最底辺の水兵たちにとって受け入れられるものではなく、9月12日に海軍省が削減案を認めて大西洋艦隊司令部に正式通知を出した事から、水兵たちの間で反乱の機運が高まった。
9月15日、3隻の戦艦（ネルソン、ロドニー、ヴァリアント）と1隻の巡洋戦艦（フッド）の乗員が、以前より予定されていた演習参加命令を拒否した。もはや士官たちによる状況収拾は不可能となり、艦隊司令部は海軍省に水兵たちの不満解消を強く働きかけた。特に強く働きかけたのは、25パーセントという削減率の早急な見直しである。この時点でストライキは他の艦艇にも拡大していた。
9月16日、各艦艇は海軍省命令により拠点港へ戻った。政府は階級にかかわらず一律10パーセントとする事に同意した。反乱によりロンドン証券取引所でパニックが起き、ポンド売りが加速した結果、イギリス政府は9月21日に金本位制を放棄した。こうしてこの事件は終わったが、400名ほどの水兵は除隊処分とされ、投獄された首謀者のレン・ウィンコットは後にイギリス共産党党員となってソビエト連邦に亡命し、首謀者のもう一人フレッド・コープマンはスペイン内戦の国際旅団に義勇兵となって英国を離れた。